# 眼镜转突蛛
眼镜转突蛛（学名：Metleucauge yunohamensis），一名眼鏡長蹠蛛，为肖峭科转突蛛属的动物。分布于日本、台湾岛以及中国大陆的吉林、陕西、山西等地。该物种的模式产地在日本。